# 済生会新潟県央基幹病院
済生会 新潟県央基幹病院（さいせいかい にいがたけんおうきかんびょういん）は、新潟県三条市にある病院。
新潟県の県央地域における救急医療の中核病院として、三条市の上須頃に、2024年（令和6年）3月1日に開設。

## 概要

### 位置
本病院の立地はJR燕三条駅（上越新幹線と弥彦線が発着）および北陸自動車道 三条燕インターチェンジから徒歩圏内にあり、県央地域の交通の拠点に位置する。

### 規模
用地面積は約4万2500平方メートル、屋上にヘリポートを備える9階建て構造で、病床数は400床（一般396床、感染症4床）と、県央地域内で史上最大規模の病院となる。

### 運営
済生会県央基幹病院は、新潟県が設置し、指定管理者が管理するという公設民営方式の病院である。指定管理者は、社会福祉法人の恩賜財団済生会支部 新潟県済生会となった。
初代院長は燕労災病院長で元新潟大学医師学総合病院 整形外科長（元新潟大学医学部整形外科教授）の遠藤直人を予定している。

## 開設の経緯

### 背景 - 県央地域の中小病院の分立
本病院の設立以前、新潟県の県央地域（主に三条市・燕市・加茂市・田上町・弥彦村の5市町村）には、約20万人程度の人口に対し、7院もの中小規模の病院が分立していた（救急車の受け入れを行う病院に限定した数）。
そのため同地域の救急医療においては、いずれの病院でも1院あたりの医師数や設備が不十分であることから救急患者の受け入れが困難であり、遠方の新潟市や長岡市の大規模病院へと多くの患者を搬送せざるをえない状態が続いていた（年間の救急搬送約8,000件のうち約4分の1が他地域へ搬送。県内の7医療圏では突出して最多）。

### 目的 - 医療機能の集約

#### 県央の医療拠点へ
そこで、県央地域の公立・公的病院5院の救急医療および急性期医療機能を集約する目的で、本基幹病院の設立が推進された。

#### 中小病院の統廃合
本病院の設立にあたり、三条市内の厚生連 三条総合病院（一般199床、透析55床）と、隣接する燕市の新潟県立 燕労災病院（300床）との2病院の運営を終了し、本病院へ統合する。
さらに三条市内の済生会 三条病院（199床、透析48床）、燕市内の新潟県立 吉田病院（139床）、隣の加茂市内の新潟県立 加茂病院（一般88床、緩和ケア30床）の3病院の急性期機能も縮小して本病院へと移管し、合計5病院の救急医療機能を統合・集約化することを目指した。
病院統合に先立ち、2018年に新潟県は労働者健康安全機構から燕労災病院の移譲を受けた。
救命救急医療や高度・専門的医療などを行う地域中核病院としての役割と、地域医療支援や医療スタッフの育成等の拠点としての役割をもつ病院として整備される。

#### 急性期の基幹病院と回復期の中小病院との役割分担
なお、吉田病院および加茂病院は県立病院としては廃止されるが民間の医療法人へと委託され、病床数を縮小して外来診療を継続する方針となった。
前述2院および済生会三条病院の3院は「地域密着型病院」として、県央基幹病院から急性期を離脱した病院を受け入れ、在宅復帰までの回復期医療を担うことを目指した。
また加茂病院は医療法人崇徳会（長岡市）によって運営移行され、新たに精神科を設けるほか訪問看護ステーションを新設し、訪問看護に注力することとされた。

#### 集約化に対する批判
一方、加茂病院の患者らによる『加茂・田上地域の医療を発展させる会』は、加茂病院および吉田病院による夜間の救急患者受け入れの継続を求めた。
また新潟県職員労働組合は、県立であった加茂病院および吉田病院が民間法人へと運営移行された後も、従前より勤務していた県職員の身分と雇用を守るため、県職員としての勤務を継続させるよう求めて新潟県と協議を続けた。

### 人員確保 - 魚沼基幹病院での前轍

#### 看護師の確保
新潟県が医療の集約化のために基幹病院を開設する事例として、県は過去に苦い経験を有していた。2015年に新潟県は県南部の魚沼地域の医療集約化のため、南魚沼市に魚沼基幹病院を新設した。すでに同地域に存在した南魚沼市の県立六日町病院、魚沼市の県立小出病院の機能を統合し、合計454床の基幹病院として地域医療の要とする計画であった。
しかし、上記の既存2病院から看護職員を魚沼基幹病院へ260人派遣する予定であったところが、職員らの同意を得られずに合計169人の派遣にとどまったため、基幹病院は全454床のうち308床しか稼働できない状態で開院することとなったのだった。
県央基幹病院の開設にあたり、新潟県は魚沼基幹病院での苦い経験を活かし、早期から看護師確保に向けて取り組んだ。2022年度末までに県央基幹病院の看護師内定者は約350人が集まり、開設時までには必要数（約400人）を確保できる予定であると新潟県は説明している。

#### 医師の確保
一方で医師の確保については、看護師の確保よりも課題となった。
新潟県の医師不足（厚生労働省による医師偏在指標で新潟県は全国44位）もあって、新潟大学医学部の医局からの派遣からでは確保が難しく、全国から募集を行った。特に麻酔科医の確保に難渋していると県地域医療政策課の担当者は語っていた。

## 診療科
診療科の予定
- 内科
- 神経内科
- 精神科
- 小児科
- 外科
- 心臓血管外科
- 呼吸器外科
- 消化器外科
- 脳神経外科
- 整形外科
- 泌尿器科

- 皮膚科
- 産婦人科
- 眼科
- 耳鼻咽喉科
- 放射線科
- 救急科
- リハビリテーション科
- 麻酔科
- 歯科口腔外科
- 病理診断科
- 総合診療科

## 病床数
病床数400床となる予定。

## 統合元の病院

### 新潟県立 燕労災病院
新潟県が設置し指定管理者として一般財団法人新潟県地域医療推進機構が運営（公設民営方式）。2018年4月1日開設（前身は1979年開設の労働福祉事業団燕労災病院）。病床数は300床。診療科は内科、循環器内科、神経内科、外科、整形外科、脳神経外科、皮膚科、泌尿器科、眼科、耳鼻咽喉科、リハビリテーション科、放射線科、麻酔科、消化器外科。

### 新潟県厚生農業協同組合連合会 三条総合病院
三条市塚野目5丁目1番62号にあり新潟県厚生農業協同組合連合会が設置運営。1952年5月開設。病床数は199床。診療科は内科、消化器内科、循環器内科、小児科、外科、産婦人科、耳鼻咽喉科、眼科、整形外科、皮膚科、泌尿器科、歯科、歯科口腔外科、リハビリテーション科。